# Síndrome de abstinencia
El síndrome de abstinencia es la unión de reacciones físicas o corporales que ocurren cuando una persona deja de consumir sustancias a las que es dependiente. La adicción puede estar ligada a una sustancia psicoactiva, bebidas alcohólicas, tabaco u otras sustancias adictivas.
Este síndrome también puede presentarse en algunas enfermedades psicológicas como la dependencia emocional, al internet, al sexo, al trabajo o al ejercicio. En estos casos la dependencia se entiende como la necesidad subjetiva de realizar imperativamente la conducta para restaurar un equilibrio homeostático. Así, la supeditación del estilo de vida al mantenimiento del hábito conforman el núcleo central de la adicción. Lo que caracteriza, por tanto, una adicción psicológica no es el tipo de conducta implicada, sino el tipo de relación que el sujeto establece con ella (Echeburúa y Corral, 1994). El individuo presenta somatización, es decir, un proceso por el cual se transforman o convierten problemas emotivos o psicológicos en dolores físicos.
Aunque los síntomas varían en forma e intensidad de acuerdo con el producto empleado y el tiempo que lleva desarrollándose la dependencia, en todos los casos se debe a que se ha alterado el funcionamiento normal del sistema nervioso.
El síndrome de abstinencia es denominado coloquialmente "mono".

## Causas
En términos generales, las sustancias adictivas poseen compuestos semejantes a los neurotransmisores (compuestos químicos empleados por las neuronas para comunicarse entre sí) encargados de desencadenar la actividad de los centros cerebrales de recompensa, placer o satisfacción, los cuales permiten la expresión de emociones gratificantes como entusiasmo, alegría y serenidad. Precisamente por ello hay quienes los utilizan para enfrentar momentos difíciles.
Pero, el uso frecuente de drogas, incluyendo tabaco y alcohol, exige cantidades cada vez mayores para lograr el mismo efecto; a este hecho se le conoce como tolerancia, y ocurre porque las sustancias adictivas sustituyen gradualmente la creación de neurotransmisores que desencadenan sensaciones de bienestar. En consecuencia, el paciente pierde la capacidad de experimentar gozo y tranquilidad de manera natural, y crea una dependencia o consumo compulsivo para no sufrir una serie de malestares como ansiedad, nerviosismo, alucinaciones, sudoración, temblores, mareos, escalofríos, dificultad para dormir, vómito y otros que, en conjunto, forman el síndrome de abstinencia.
Cabe destacar que el abuso de sustancias no siempre crea dependencia física, sino psicológica, la cual se basa en el deseo continuo de consumir un químico para hacer frente a situaciones que generan malestar. Aunque también es muy difícil de superar, tiene la peculiaridad de que cuando se deja de emplear la droga no se manifiestan cambios en el organismo, es decir, no hay síndrome de abstinencia, solo alteraciones emocionales y de conducta.
El uso continuo de sustancias que actúan sobre el sistema nervioso es responsable de dependencia física, ya que el cuerpo se adapta a ellas y el cerebro experimenta un cambio en su estructura y desempeño, de manera que solo puede funcionar normalmente ante la presencia de dichos químicos, sin olvidar que cada vez requiere mayores dosis para obtener efectos placenteros.
Es importante mencionar que cada sustancia actúa en forma particular en el cerebro y que no todas generan dependencia física ni síndrome de abstinencia. Para explicarlo mejor, podemos recurrir a una clasificación general de dichos químicos en tres grupos:
- Depresores, dosis pequeñas generan euforia, pero cuando son altas relajan la actividad del cerebro, produciendo aturdimiento y letargo, incluso la muerte al paralizar la actividad nerviosa que controla al aparato respiratorio. Muchos de estos químicos se utilizan con finalidades médicas, como tranquilizantes (narcóticos) o inductores del sueño (hipnóticos). Los más conocidos en esta clasificación son: alcohol, benzodiacepinas, fármacos calmantes, solventes y adhesivos; los tres primeros generan dependencia física y psicológica, los dos últimos solo psicológica, según se ha comprobado hasta la fecha. [cita requerida]
- Estimulantes, incrementan la actividad del sistema nervioso central. Suelen generar mejoría del estado de ánimo, sensación de felicidad, aparente aumento de la capacidad mental y física, falta de sueño y apetito, así como mayor actividad en general. Este grupo incluye anfetaminas, metanfetamina (speed), metilendioximetanfetamina (éxtasis o MDMA), metilfenidato, fenciclidina (PCP o polvo de ángel), cocaína, nicotina, y cafeína; todas estas sustancias generan dependencia física y/o psíquica en distinto grado, además de síndrome de abstinencia.
- Alucinógenos, reducen la impresión de percibir imágenes o sonidos que no pueden captarse ordinariamente con los sentidos, y son empleados por algunas culturas en rituales. Producen aumento en la actividad de algunos centros cerebrales, dilatación de las pupilas, frío en brazos y piernas, y sensación de hormigueo en el estómago; así mismo, llegan a generar experiencias muy placenteras o terroríficas. En esta categoría resaltan los psicodélicos: dietilamida del ácido lisérgico (LSD), mescalina (peyote) y psilocibina; existe discusión acerca de su capacidad para generar dependencia psíquica, en tanto que la de tipo físico y el síndrome de abstinencia parecen estar por completo ausentes, salvo en sustancias específicas como la ketamina o la fenciclidina, cuya capacidad de provocar dependencia, tanto física como psicológica, está comprobada [cita requerida]; sin embargo, estos últimos son disociativos, subcategoría diferente a los psicodélicos.

## Síntomas
Los síntomas del síndrome de abstinencia siempre dependerán de la sustancia utilizada y del organismo de cada persona, ya que no siempre se tienen las mismas reacciones, en términos generales describimos a continuación los síntomas correspondientes a las adicciones más frecuentes:

### Alcohol
El síndrome de abstinencia en bebedores relativamente moderados comienza de 12 a 24 horas después de haber dejado de beber, y sus síntomas son: temblor, debilidad, escalofríos, cefaleas, deshidratación y náuseas. También es común el deseo de volver a ingerir esta sustancia.
En grandes bebedores, además de lo anterior, puede producirse un evento más grave, llamado delírium tremens, que ocurre entre 2 y 10 días después de dejar de ingerir alcohol y que puede ser mortal. En principio, el paciente se muestra ansioso, desorientado, con pesadillas, sudoración excesiva, alteraciones en el tacto y depresión profunda; en ocasiones el pulso se acelera, hay fiebre, convulsiones (epilepsia alcohólica) y alucinaciones. También parece que el suelo se mueve, la cama gira o las paredes caen.
Si hay deficiencia de vitaminas llegan a presentarse, después del delirium tremens, en el que se pierde la memoria de acontecimientos recientes, y encefalopatía de Wernicke, que genera movimientos anormales de ojos y extremidades, confusión y cambios de carácter.

### Nicotina
Por regla general, cuanto más tiempo y más cigarrillos haya fumado una persona, mucho mayor será la probabilidad de que presente síntomas al abandonar el consumo de tabaco; los más comunes son: deseo irrefrenable de fumar, tensión, irritabilidad, dolor de cabeza, dificultad para concentrarse, somnolencia o insomnio y aumento del apetito y de peso.

### Narcóticos
Morfina, opio y heroína, además de sustancias farmacológicas como oxicodona y codeína integran este grupo de depresores del sistema nervioso. La reacción del organismo ante la abstinencia suele ser, en principio, respiración agitada acompañada de bostezos, lagrimeo, flujo nasal y sudoración; luego se presentan hiperactividad, sentido de alerta exacerbado, incremento del ritmo cardiaco, piloerección («piel de gallina») y fiebre. Otras manifestaciones son pupilas dilatadas, temblores, escalofríos, dolor muscular, inapetencia, dolor abdominal y diarrea.

### Ansiolíticos e hipnóticos
Son fármacos depresores de la actividad nerviosa, como benzodiacepinas, barbitúricos, glutetimida, cloralhidrato y meprobamato que se prescriben con receta médica para controlar la ansiedad o inducir el sueño, pero que al tomarse en altas dosis o por periodos prolongados generan adicción. Al interrumpir su consumo cuando hay dependencia se desencadena una reacción grave, aterrorizante y potencialmente mortal, muy parecida al delirium tremens, cuyos síntomas principales son debilidad, malestar general, depresión, temblores, deshidratación, delirio, insomnio y alucinaciones.

### Anfetaminas
La adicción a estos estimulantes del sistema nervioso suele iniciar cuando se administran como medicamentos para bajar de peso, aunque la metanfetamina y el MDMA o éxtasis han alcanzado amplia difusión en el mercado ilegal. Cuando se interrumpe bruscamente su consumo se generan cansancio y somnolencia extremas, si bien algunas personas se muestran intensamente ansiosas e inquietas. Los consumidores que estaban deprimidos al comenzar a usar las anfetaminas pueden incrementar su malestar cuando las dejan, al grado de que adoptan tendencias suicidas. También experimentan delirios y alucinaciones.

### Cafeína
Al suspender o reducir abruptamente la ingesta de cafeína, se genera un síndrome de abstinencia similar al de otras drogas, el cual provoca síntomas como dolor de cabeza, somnolencia, intranquilidad e irritabilidad.

### Cocaína
Es otro estimulante del sistema nervioso. Puede inhalarse o inyectarse, y cuando se hierve con bicarbonato sódico se obtiene el crack, que puede ser fumado. La tolerancia se desarrolla rápidamente y las reacciones de abstinencia incluyen cansancio, depresión, insomnio, somnolencia, flujo nasal, ansiedad, náuseas y vómitos, debilidad, tos o estornudos, pensamientos suicidas o sentimientos negativos hacía uno mismo o sentir no valer nada y cambios en el carácter a veces violento; en ocasiones hay alucinaciones.

### «Polvo de ángel» o fenciclidina
Fue desarrollado a mediados del siglo XX como anestésico, pero se suspendió su uso porque los pacientes presentaban ansiedad, delirios y cuadros de psicosis temporal (alteraciones profundas de la realidad y de la percepción sensorial); sin embargo, comenzó a sintetizarse en laboratorios clandestinos para su uso como estimulante. Su abstinencia genera depresión, ansia de consumir drogas, fatiga, dificultades para dormir o dormir mucho, aumento del apetito y de peso, movimientos lentos o súbitos y sueños vívidos desagradables. El carácter suele volverse violento y suicida.

## Síndrome de abstinencia neonatal
Cuando una mujer embarazada es adicta, las sustancias que consume llegan al torrente sanguíneo del feto a través de la placenta. Al nacer, la dependencia del bebé respecto a la droga continúa, pero no su administración, por lo que padece diversos trastornos en su sistema nervioso y en su organismo en general.
Además de las dificultades específicas del síndrome, de acuerdo con la sustancia empleada por la madre, un bebé puede presentar otros problemas:
- Crecimiento deficiente.
- Nacimiento prematuro.
- Convulsiones.
- Defectos congénitos.
- Llanto excesivo y muy fuerte.
- Mala alimentación; pobre succión de leche materna.
- Muertes prematuras.

## Diagnóstico
Por lo general se basa en:
- Observación de los síntomas antes descritos.
- Historia clínica, en la mayoría de las veces con ayuda de familiares o personas cercanas.
- Revisión física realizada por un médico general, adictólogo o, en ocasiones, por un especialista en urgencias.
- En algunos casos se requieren exámenes de toxicológica (detección de drogas) para descubrir la presencia de numerosas sustancias en el organismo. Dichos estudios pueden efectuarse con pruebas de orina (los más frecuentes) o de sangre (de mayor precisión).

## Prevención
Para prevenir el síndrome de abstinencia se debe moderar poco a poco el consumo de estas sustancias.

## Tratamiento
La terapia de rehabilitación contra las adicciones tiene entre sus principales objetivos ayudar a superar el síndrome de abstinencia. Nuevamente, en cada caso se debe considerar cuál es la sustancia empleada por el paciente, ya que de ello dependerán las medidas a seguir:
Alcohol. Una de las primeras complicaciones en ser tratadas es la deficiencia nutricional, por lo que es común la administración de complejos vitamínicos ricos en vitamina C y vitamina (B1); también se combate la deshidratación con soluciones intravenosas de magnesio y glucosa. Por otra parte, se suele prescribir un fármaco benzodiacepínico durante algunos días para calmar la agitación, y en caso de que el paciente sufra alucinaciones se darán antipsicóticos. Todas estas medidas son más agresivas en caso de delirium tremens, aunque también se requiere el empleo de analgésicos que ayuden a fiebre y dolores de cabeza.
Una vez que se ha superado la fase crítica del problema, se requiere la supresión del alcohol por completo. Debido a que es prácticamente imposible que el paciente lo logre por cuenta propia, es necesario que cuente con ayuda psicológica y apoyo de sus familiares, sin olvidar la importancia de recibir asesoría individual por parte del médico (a veces prescribirá algunos medicamentos que le ayuden a prevenir recaídas, sin olvidar que probablemente requerirá atención especial debido a problemas hepáticos o en los riñones). Es de mucha utilidad que se integre a terapias grupales como las que brinda Alcohólicos Anónimos.
Nicotina. Se han desarrollado diversas estrategias de terapia, aunque para que cumplan con el objetivo de superar definitivamente el síndrome de abstinencia y dejar de fumar es conveniente que se utilicen bajo prescripción médica. En casos moderados es ideal recurrir a suplementos de nicotina en forma de goma de mascar o parches, y en casos más severos fármacos como clonidina (ayuda a regular la presión sanguínea), fluoxetina y buspirona (antidepresivos).
También son importantes el apoyo emocional y la terapia psicológica para superar la dependencia a la nicotina, por lo que es altamente recomendable acudir a una clínica antitabaco, donde se brinda tratamiento integral al paciente, siempre de acuerdo con sus características.
Narcóticos. La sustitución de estas sustancias por metadona es el principal procedimiento para superar la abstinencia; de hecho, este fármaco es también un narcótico, pero genera alteraciones menores, se toma con menos frecuencia y puede disminuirse la dosis poco a poco. Asimismo, la naltrexona es útil para la recuperación en caso de dependencia a la heroína, ya que bloquea los efectos de esta droga incluso en dosis intravenosas importantes. Los grupos de ayuda o la terapia psicológica son también de gran utilidad.
Los programas de intervención más implementados en este respecto son aquellos que reducen de manera eficaz el consumo de drogas ilícitas y sus consecuencias negativas, y que son, además, eficaces en función de costos. Entre estos se encuentra el programa «12 pasos», inspirado en el sistema empleado por Alcohólicos Anónimos, y que busca la abstinencia total. Dicho programa se emplea tanto por parte de grupos de autoayuda como en terapias profesionales.
Una revisión sistemática de 10 estudios, nueve realizados en Estados Unidos y uno en Reino Unido, evaluó las intervenciones de «12 pasos» para participantes dependientes de drogas ilícitas. La principal evidencia sugiere que estos programas no son ni mejores ni peores que intervenciones psicosociales alternativas en disminuir el consumo de drogas. Sin embargo, estos resultados deben interpretarse con precaución, dada la limitada cantidad de evidencia disponible y a ciertas fallas metodológicas, por lo que se requiere de mayor evidencia con respecto a la eficacia de este tipo de intervención, especialmente en grupos de autoayuda.
Ansiolóticos e hipnóticos. Incluso aplicando el mejor tratamiento, una persona puede tardar un mes o más en sentirse normal. Frecuentemente, los médicos tratan la abstinencia volviendo a administrar el fármaco causante, solo que en dosis inferiores y disminuyéndola progresivamente a lo largo de días o semanas.
Anfetaminas. Un consumidor crónico llega a necesitar de hospitalización durante la abstinencia. Si sufre delirios y alucinaciones puede recibir un fármaco antipsicótico, como clorpomacina, que tiene efecto calmante y alivia el sufrimiento, aunque puede reducir la presión arterial en forma considerable. Asimismo, un ambiente tranquilizante y seguro ayuda a la persona a recuperarse.
Cafeína. La dependencia a la cafeína, en una escala de severidad, no suele ser muy grave, sin embargo el tratamiento, a través de medicamentos o atención psiquiátrica, es muy parecido al del tabaco, alcohol o a dependencias más grandes.
Cocaína. El tratamiento exige supervisión de cerca porque la persona puede volverse depresiva y suicida; por ello, muchas veces se recomienda su ingreso a un hospital o centro de rehabilitación. El método más eficaz consiste en combinar asesoramiento médico y psicoterapia personalizada o en grupo, además de que en caso de que se presenten depresión o trastorno bipolar se deben administrar antidepresivos o litio, respectivamente.
Polvo de ángel o fenciclidina. Las medidas a tomar dependen de los síntomas específicos: se administran fármacos para bajar la presión arterial elevada o para frenar las convulsiones; cuando el paciente se agita, se le instala en una habitación tranquila para que se relaje, aunque se le debe supervisar a menudo la presión sanguínea, respiración y ritmo cardiaco. No ayuda hablarle de manera calmada, ya que esto puede agitarle todavía más. En caso que la intranquilidad permanezca, se dará un medicamento como diazepam. Superada la crisis se requiere tratamiento psicológico y probablemente algún antidepresivo.
Abstinencia en recién nacidos. Los bebés con este problema son irritables y es difícil consolarlos, por lo que envolverlos en una manta durante estos episodios puede ayudar. Además, pueden requerir calorías adicionales debido a su mayor actividad, de modo que se les proporcionan fórmulas lácteas que cubran sus exigencias. En caso de vómito o diarrea, se administran líquidos por vía intravenosa para evitar deshidratación.
Se pueden recetar medicamentos para tratar síntomas severos, como metadona y benzodiacepinas, especialmente las convulsiones. También es común que se utilice la misma sustancia a la que fue expuesto el recién nacido, y una vez que se controlan los síntomas del síndrome de abstinencia, se reduce gradualmente la dosis.

## La influencia del ciclo menstrual en el síndrome de abstinencia del hábito tabáquico
En España, según datos del Instituto Nacional de Estadística (INE), el número de fumadores ha aumentado un 3,3% entre 2017 y 2019, hasta situarse en el 23,3% de la población. Por sexo supone un porcentaje de fumadores del 27,6% en los hombres y el 18,6% en las mujeres. 
Hay numerosas técnicas para dejar el hábito tabáquico, como terapias de grupo, parches, chicles y meditación. Pero, además, en el caso de las mujeres, intentar dejar de fumar durante determinados días del mes puede hacer que conseguirlo sea más fácil, según datos obtenidos en un estudio de la Universidad de Pensilvania y de la Universidad de Montreal.